# Sołowjicha (Kraj Ałtajski)
Sołowjicha (ros. Соловьиха) – wieś (sieło) w Rosji, w Kraju Ałtajskim, w rejonie pietropawłowskim. W 2010 liczyła 768 mieszkańców.